# الخشب (حورة)

'

تعديل مصدري - تعديل

الخشب هي إحدى قرى عزلة حوره بمديرية حورة التابعة لمحافظة حضرموت، بلغ تعداد سكانها 100 نسمة حسب تعداد اليمن لعام 2004.